# Jardin planétaire

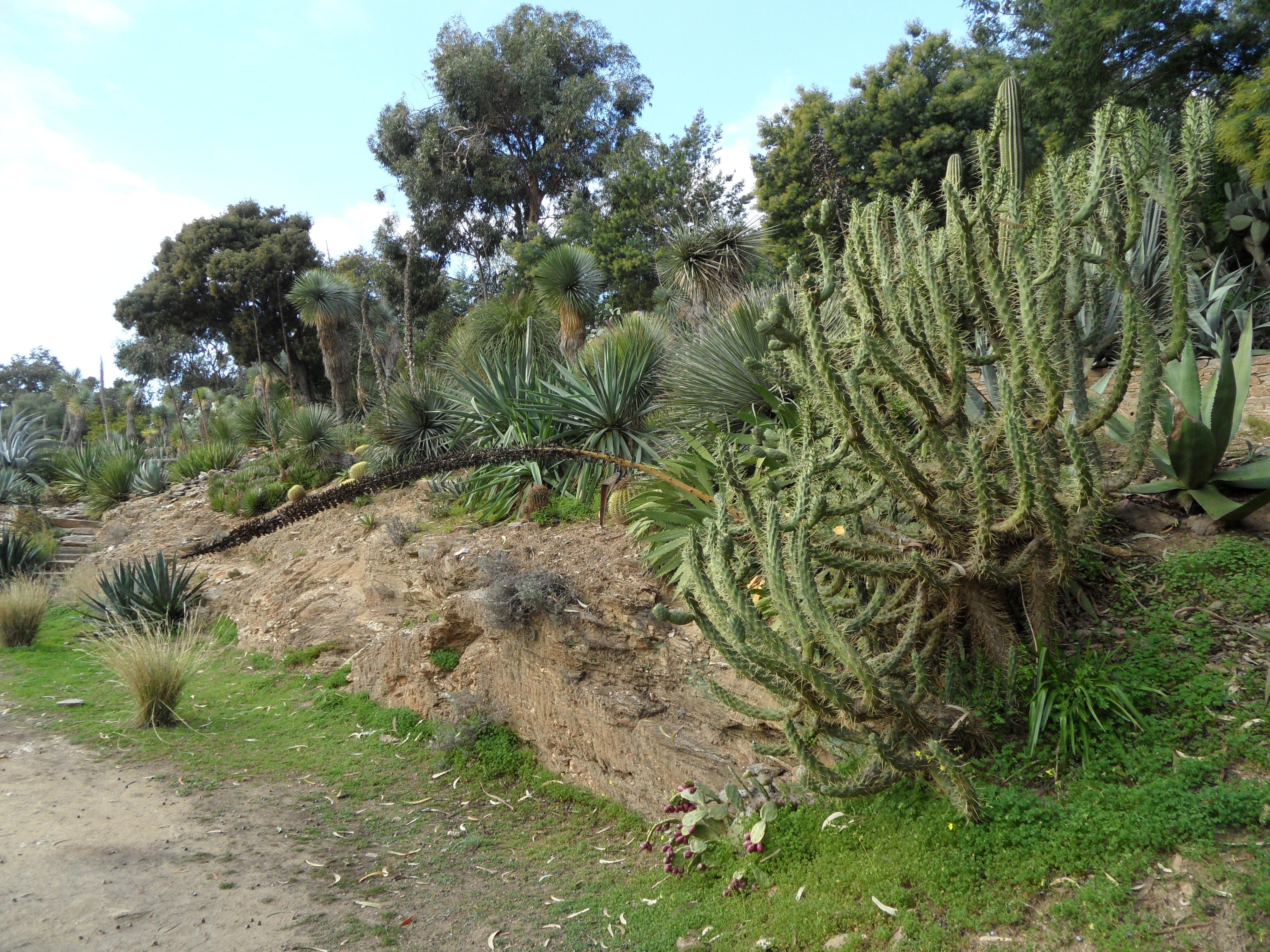
Les jardins du domaine du Rayol, dans le Var, « [abordent] frontalement la question du brassage planétaire au sein du biome méditerranéen soumis au feu, considéré ici comme un outil du jardinage planétaire ».

Le jardin planétaire est un concept créé en 1992 par le paysagiste français Gilles Clément pour signifier que la Terre est comme le jardin, fini et arpentable, que l'Homme, en bon jardinier, doit ménager.

## Signification
Ce concept doit se lire dans le contexte de la pensée écologiste de Gilles Clément : il ne s'agit en aucun cas de faire de la Terre un jardin au sens moderne du terme (c'est-à-dire en extraire les espèces sauvages pour les remplacer par des cultures à haut rendement), mais de considérer la Terre comme un espace clos, dans lequel des espèces évoluent sous l’œil de l'Homme. Cette conception permet de considérer la responsabilité capitale de l'Homme dans le bon équilibre de ce jardin, y compris entre les zones cultivées ou laissées en friches, ainsi que l'équilibre et la complémentarité de l'ensemble.

## Histoire du concept
Le concept apparaît la première fois dans un ouvrage de 1995 : Contribution à l'étude du jardin planétaire. À propos du feu, puis en 1997 dans le roman Thomas et le voyageur. La définition est ensuite synthétisée sur le site internet de Gilles Clément.
L'exposition qu'il conçoit en tant que commissaire pour la Grande halle de la Villette à l'occasion des festivités de l'an 2000 est nommée simplement : le jardin planétaire.
Il s'accompagne alors du scénographe Raymond Sarti pour mettre en espace l'exposition.